# Capensibufo
Capensibufo es un género de la familia de los bufónidos con solamente dos especies. Son endémicos de la Provincia Occidental del Cabo (Sudáfrica).

## Especies
Se reconocen las siguientes según ASW:
- Capensibufo rosei (Hewitt, 1926)
- Capensibufo tradouwi (Hewitt, 1926)